# Capilla Farnesiana
La Capilla Farnesiana o Farnesio (en italiano, Cappella Farnesiana o Farnese) es un pequeño espacio de culto, dentro de la casa profesa de la Compañía de Jesús en Roma, enmarcada dentro del Appartamento Farnese.

## Historia
La capilla se realizó para servir de oratorio privado a las habitaciones que el cardenal Eduardo Farnesio se había reservado para su uso (el conocido como Appartamento Farnese) dentro de la casa profesa, como consecuencia de haber sido esta construida por su munificencia. Como el resto del conjunto, la capilla se finalizó alrededor de 1623.
Hacia finales del siglo XVII, cuando el uso del Appartamento Farnesio fue cedido por la casa Farnesio a la Compañía de Jesús, se vendió el cuadro del Domenichino que la presidía, sustituyéndolo por una copia.
En 1944 la capilla fue restaurada profundamente, tras haber recuperado la Compañía de Jesús el uso de su casa profesa que, desde 1873 había sido destinada por el gobierno del reino de Italia para albergar el Archivio di Stato. En esta restauración se puso un altar de mármol.

## Descripción
Se enclava dentro del Appartamento Farnese, en la parte posterior del ábside de la iglesia del Gesú, en la esquina noroeste de la manzana ocupada por la casa profesa. 

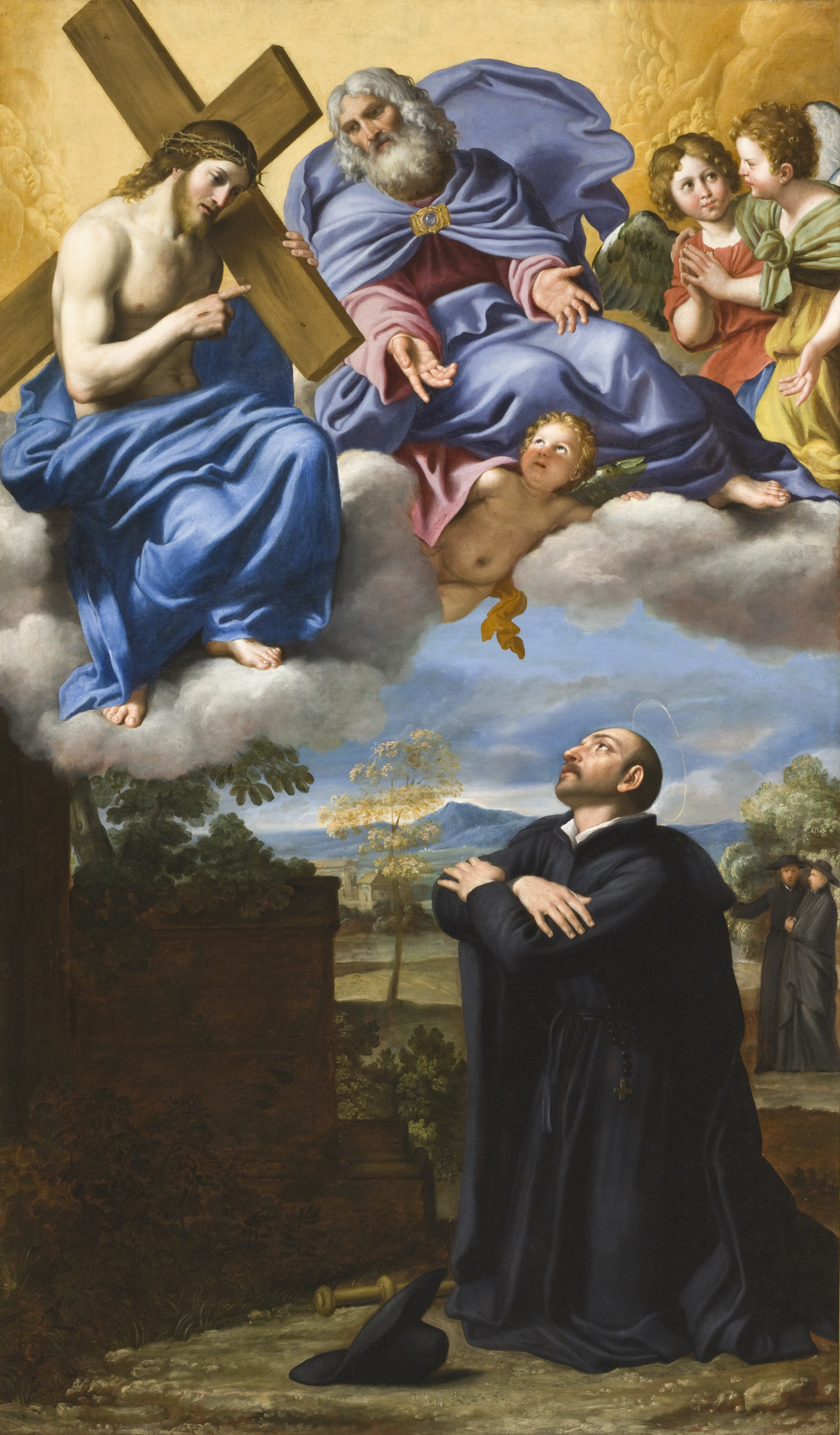
La Visión de San Ignacio en La Storta, óleo que presidía la capilla. Hoy en día la preside una copia de esta obra.

El oratorio es un pequeño espacio revestido de estucos en blanco y oro, que enmarcan una serie de pinturas sobre la vida de San Ignacio, ejecutadas por Baccio Ciarpi. El conjunto estaba presidido por un óleo del Domenichino en que se representaba la visión de San Ignacio en La Storta, hoy en el Museo de Arte del Condado de Los Ángeles.
En 1626, poco después de su finalización, la capilla contenía reliquias de los santos Andrés, Pedro, Pablo, Ignacio de Loyola y Francisco Javier.
El detalle de una de las pinturas existentes en la capilla sirvió, entre otros documentos, para la restauración a su estado original de los Cuartos de San Ignacio, también en la casa profesa.

## Valoración
El autor de una monografía sobre el Gesú y la Casa Profesa, Pio Pecchiai, escribió sobre la capilla:
Minuscola, come abbiamo detto, ma tanto carina che si può definire un gioiello,

(en español, Minúscula, como decíamos, pero tan bonita que podría decirse que es una joya.)
Sobre la iconografía y la función como lugar de oración dentro del lugar de retiro que constituía el Apartamento Farnesio, dice Witte:
A través de los actos de oración y meditación, se podía llegar a la comunicación entre el alma y Dios. Este era el tema de los Ejercicios Espirituales [escritos por Ignacio de Loyola] y también el tema principal de los cuadros de la Capilla Farnesio.

## Galería

Algunas de las obras de arte en la capilla.
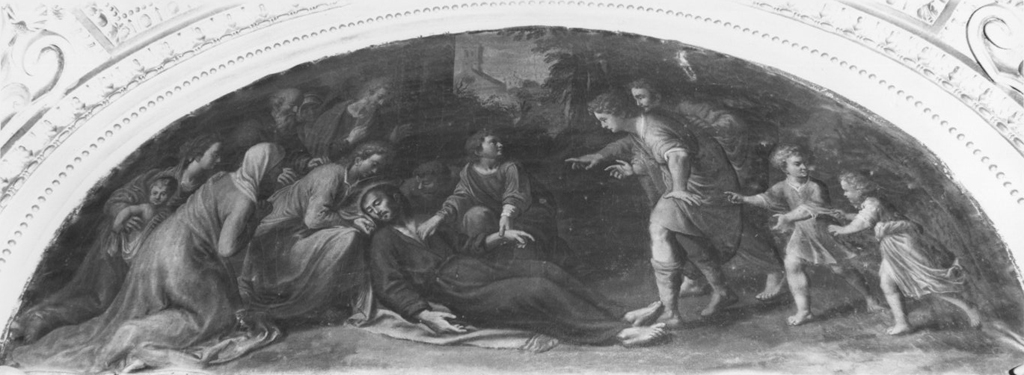
Luneto representando el Éxtasis de San Ignacio en Manresa, por Baccio Ciarpi
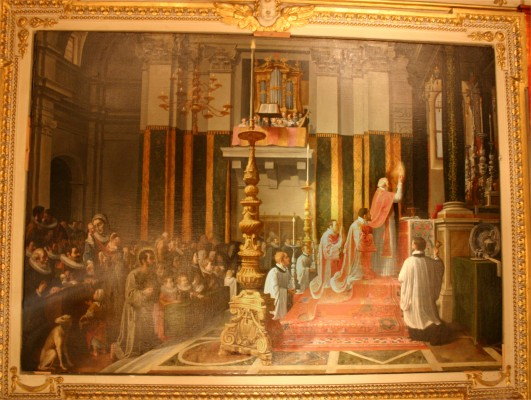
San Ignacio oyendo la Misa de Manresa, por Andrea Commodi.